# ماجراهای جکی چان
ماجراهای جکی چان (به انگلیسی: Jackie Chan Adventures) یک انیمیشن سریالی در ژانر کمدی، اکشن و ماجراجویی است که برای اولین بار در ۹ سپتامبر ۲۰۰۰ تا ۸ ژوئیه ۲۰۰۵ پخش شد. این سریال توسط دوانه کاپیزی و جف کلین تولید شده است. داستان این سریال دربارهٔ رزمی کار مشهور، جکی چان است که درگیر ماجراهای متفاوت از جمله پیدا کردن دوازده نشان باستانی که هر کدام از آن‌ها دارای قدرت‌های فرابشری می‌باشد. این سریال در قالب پنج فصل ۹۵ قسمتی تولید شد. براساس این سریال، یک بازی ویدئویی به همین نام در سال ۲۰۰۱ منتشر شده است.